# Cmentarz żydowski w Lublinie-Głusku
Cmentarz żydowski w Lublinie-Głusku – kirkut powstały w XVIII wieku.
Cmentarz był wielokrotnie powiększany. Ma powierzchnię 0,9 ha. W czasie II wojny światowej został zdewastowany przez nazistów, którzy wykorzystali macewy do prac drogowych – zrobiono z nich m.in. krawężniki przy ul. Brzozowej w Głusku.